# Коркодим Арсеній Юрійович
Арсеній Юрійович Коркодим (нар. 3 жовтня 2002, Київ, Україна) — український футболіст, воротар рівненського «Вереса».

## Життєпис
Народився в Києві. У ДЮФЛУ виступав за «Чайку» (Вишгород) та «Волинь». У сезоні 2019/20 років був гравцем юнацької (U-19) команди «хрестоносців».
Напередодні старту сезону 2020/21 років переведений до «Волині-2». У футболці другої команди лучан дебютував 6 вересня 2020 року в переможному (3:1) домашньому поєдинку 1-го туру групи А Другої ліги України проти вінницької «Ниви». Арсеній вийшов на поле в стартовому складі та відіграв увесь матч. У сезоні 2020/21 років зіграв 23 матчі в Другій лізі України. У футболці першої команд лучан дебютував 18 серпня 2021 року в нічийному (1:1) виїзному поєдинку 2-го попереднього раунду кубку України проти вінницької «Ниви». Коркодим вийшов на поле в стартовому складі та відіграв увесь матч. У Першій лізі України дебютував 29 жовтня 2021 року в програному (0:1) домашньому поєдинку 16-го туру проти волочиського «Агробізнеса». Арсеній вийшов на поле в стартовому складі та відіграв увесь матч.
18 червня 2022 року підписав трирічний контракт із рівненським «Вересом».